# Numb (Pet Shop Boys)
Numb is de derde single van het album Fundamental van de Pet Shop Boys. Oorspronkelijk zou het nummer al in 2003 verschijnen als een van de nieuwe singles op het album met hoogtepunten PopArt - The Hits, maar het heeft uiteindelijk dit album niet gehaald.

## Algemeen
Het nummer is geschreven door Diane Warren, die het nummer oorspronkelijk aan Aerosmith aanbood. Deze band wees het nummer echter af. Warren was eerder verantwoordelijk voor de Aerosmith-hit I don't want to miss a thing.
De album- en radioversies van Numb werden geproduceerd door Trevor Horn, die verantwoordelijk was voor de productie van alle nummers op het album Fundamental. Horn is verantwoordelijk voor het zware orkest-arrangement in het nummer, dat op de oorspronkelijke demo van de Pet Shop Boys ontbreekt. De radioversie is niet simpelweg een verkorte albumversie, maar hier en daar werden nieuwe elementen toegevoegd aan de productie.
De foto op de hoes van vrijwel alle uitgaven van Numb is gemaakt door Sam Taylor-Wood in november 2003, toen Numb als single uitgebracht zou worden. Hij toont de Pet Shop Boys achter een raam, maskers dragend, in de Jerusalem Tavern in Clerkenwell, Londen.

## Videoclip
De videoclip werd geproduceerd door Chris Sayer, Julian Gibbs en Julian House. Zij omschrijven de clip zelf als geïnspireerd door Russian constructivist cinema.

## Uitgaven

### Cd 1
1. Numb (New Radio Version) (3:30)
2. West End girls (Live at the Mermaid Theatre) (4:55)

### Cd 2
1. Numb (PSB Original Demo) (3:40)
2. Party song (3:44)
3. Bright young things (4:57)
4. Numb (video) (4:40)

### 7"-single
1. Numb (New Radio Version) (3:30)
2. Party song (3:44)

### 12"-single
1. Numb (Album Version)
2. Numb (a capella)
3. Psychological (Ewan Pearson Mix)

## Hitlijsten
In Nederland is Numb niet door platenmaatschappij EMI op single uitgebracht. In Groot-Brittannië haalde de single de 23e plaats. Het was de eerste Pet Shop Boys-single sinds Was it worth it? uit 1991 die de Engelse Top 20 niet haalde.

## Trivia
- Numb kreeg in Groot-Brittannië grote bekendheid doordat de BBC het gebruikte als achtergrondmuziek bij een filmpje dat werd getoond toen het Engelse nationale voetbalelftal was uitgeschakeld tijdens het WK voetbal in 2006.
- Party song bevat tekstfragmenten van het nummer That's the way (I like it) van KC and the Sunshine Band.
- Bright young things is geschreven en opgenomen in 2003 in samenwerking met Chris Zippel. Het nummer was oorspronkelijk bedoeld voor een film met dezelfde titel, gemaakt door Stephen Fry, maar de producers van de film weigerden het nummer. In juni 2006 meldde Neil Tennant op de officiële website van de Pet Shop Boys dat het nummer een B-kant zou worden.
- De live-versie van West End girls is afkomstig van het livealbum Concrete, dat een week na de single werd uitgebracht.